# 린젠

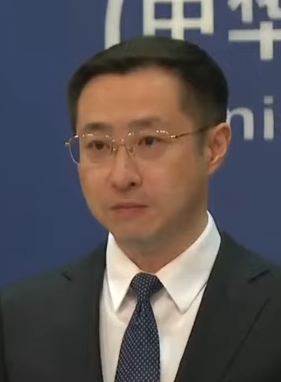
2024년 3월 모습

린젠(중국어: 林剑, 1972년 5월생)은 중국 외교관으로 2024년 3월부터 외교부 제34대 대변인 겸 공보부 부국장을 맡고 있다. 1999년부터 2020년까지 사무국에 파견되어 2020년부터 2024년까지 신장생산건설병단 당서기와 외무판공실 주임으로 근무했다.

## 생애
린젠은 1977년 5월 후베이성 우한의 군인 집안에서 태어났다. 린젠은 우한외국어학교에서 고등학교를 다녔고 1995년에 졸업했다. 그는 학사과정을 밟았고 1999년에 베이징외국어대학에서 영어를 전공했다. 졸업 후 1999년 외교부에 입사해 덴마크 유학에 선발됐다. 그는 이후 덴마크 주재 중국대사관 정치부서로 임명됐다. 이후 주폴란드 중국대사관 정치참사관, 외교부 유럽문제 참사관 등을 역임했다.
2020년부터 2024년까지 그는 신장 생산건설군 당 서기와 외무판공실 주임으로 파견됐다. 2022년 신장 재직 기간 동안 그는 신장과 홍콩 간 무역 및 관광 교류를 촉진하기 위한 회담에 참여했다.
2024년 3월 18일 제34대 외교부 대변인이자 외교부 공보부 차관을 맡았다. 같은 날 그는 첫 정기 기자회견을 주재했다.